# El salvatge
El salvatge  (títol original en anglès: The Wild One) és una pel·lícula estatunidenca dirigida per László Benedek, estrenada el 1953. El film és famós per la interpretació de Marlon Brando cop a cap d'una banda de motards, esdevenint la icona del rebel. Ha estat doblada al català.

## Argument[2]
Els rebels negres, dirigits per Johnny Strabler (Marlon Brando), són una quarantena de joves vestits amb caçadores de cuir marcades amb una calavera, que arriben a una carrera de motos. Envaeixen la pista, fan enrenou, se’ls apressa a marxar, no sense haver robat un premi. Desapareixen fins a la petita ciutat veïna, en la qual la seva detonant arribada fa una gran impressió.
Entre els curiosos, la cambrera d'un bar, alhora graciosa i càndida, en qui Johnny es fixa. Seguint-la al seu cafè-bar, demana una cervesa, no respectant cap convenció, després d'un accident que ha estat a punt de provocar el primer incident amb la policia del comtat. Brando enlluerna la innocent amb el trofeu robat abans. Una altra banda, dirigida per Chino (Lee Marvin) desembarca a la ciutat, agafa el trofeu que regna sobre la moto de Johnny i la inevitable baralla esclata; l'autoritat de Brando s'afirma amb la seva victòria en la batussa entre els dos caps. Els vençuts pacten llavors, ja des de llavors la petita ciutat tranquil·la experimentarà convulsions, amb l'ajuda de l'alcohol. Marlon Brando salva així la innocent cambrera, Kathie, de mans de la banda rival, escapant-se amb ella a moto per a un passeig nocturn que suposarà per a ella al descobriment de llibertat de la carretera i la sentimental. Però Johnny, com tots els altres, menysprea l'autoritat policíaca. Un incident més greu es produeix quan el Xèrif, superat, no gosa intervenir. Hi haurà un mort. Sent Johnny el cap incontestable i havent estat vist per pur atzar a prop, és detingut.
El final feliç consisteix en la confessió de testimoniatge incomplet de part d'un dels testimonis de càrrec, la sortida de la cel·la de Johnny que intenta ajudar la bella cambrera, la fredor aparent de l'heroi i la sortida de la ciutat de tots els autors de l'embolic, amb la prohibició de posar els peus en el comtat. Una tornada de Johnny, sol, sempre fred, però deixant finalment el trofeu a la cambrera que, alegre, veu finalment l'heroi esbossar un somriure, clou la pel·lícula.

## Repartiment
- Marlon Brando: Johnny Strabler
- Mary Murphy: Kathie Bleeker
- Robert Keith: Harry Bleeker
- Lee Marvin: Chino
- Jay C. Flippen: El Xèrif Singer
- William Vedder: Jimmy
- Hugh Sanders: Charlie Thomas
- Will Wright: Art Kleiner
- Peggy Maley: Mildred
- Ray Teal: Oncle Frank Bleeker
- Yvonne Doughty: Britches
- Keith Clarke: Gringo
- Darren Dublin: Dinky
- John Tarengelo: Red
- Robert Osterloh: Ben
- Jerry Paris: Dextro
- Harry Lander: Gogo
- Eve March: Dorothy
- John Brown: Bill Hamegan
- Timothy Carey (no surt als crèdits): Primer guardaespatlles de Chino

## Gènesi de la pel·lícula
El guió s'inspirat en enfrontaments entre motoristes (alguns dels quals formaven part d'antigues tripulacions de bombarders americans durant la guerra que intenten trobar emocions fortes) que van tenir lloc a Hollister el 1947 on 4.000 motoristes fugitius cauran sobre la petita ciutat californiana.

## Rebuda
A la seva estrena als Estats Units, la pel·lícula serà un escàndol. La censura americana farà tallar la pel·lícula en vint minuts perquè la pel·lícula fos distribuïda. A Europa, alguns països censuraran la pel·lícula durant anys. Aquesta pel·lícula va contribuir a donar als motoristes una imatge de brètols. A més, la marca Triumph va veure amb molt mals ulls la imatge de la pel·lícula sobre ella.

## Brando: icona del rebel
Amb aquesta pel·lícula, farà famosos els texans i la caçadora de cuir Perfecto. En aquesta pel·lícula, expressa tota la revolta d'una generació convertint-se en Johnny, un motorista es rebel·la sobre la seva pròpia moto Triumph Thunderbird 6 T que pren per assalt una petita ciutat amb la seva quadrilla de joves sorollosos. La seva interpretació tindrà un gran ressò. La pel·lícula i el treball d'actor de Brando no són tan extraordinaris com a A Streetcar Named Desire però el personatge que interpreta a la pantalla (el de Johnny) llançarà una moda i tindrà un impacte considerable sobre la «cultura rock». Així, James Dean voldrà la mateixa moto que la de la pel·lícula, i hom recorda la foto d'Elvis Presley imitant a la perfecció la postura de Brando sobre la seva Triumph. En efecte, les imatges de Brando posant amb la seva moto seran emblemàtiques i seran la base del maniquí de cera al Museu de Madame Tussauds a Londres.

## Al voltant de la pel·lícula
- Aquesta pel·lícula ha inspirat a Jean Dréjac el text de la cançó L'Homme à la moto destinada a Édith Piaf.
- El grup de rock americà Black Rebel Motorcycle Club treu el seu nom de la banda de motoristes dirigida pel personatge de Marlon Brando a la pel·lícula.
- Hi ha una escena on se sent la frase «has faltat als Beetles». Durant nombrosos anys s'hi trobarà una explicació segons la qual aquesta frase hauria inspirat John Lennon per trobar un nom al seu grup. Primer: The Silver Beetles, després hauria pres el «Silver» i reemplaçat « Beetles » per « Beatles » per a The Beatles. Tanmateix, la sortida retardada de la pel·lícula a Anglaterra no coincideix amb la data de creació del grup.